# Skulevatten
Skulevatten är en sjö i Göteborgs kommun i Västergötland och ingår i Göta älvs huvudavrinningsområde.

## Bilder

Skulevatten
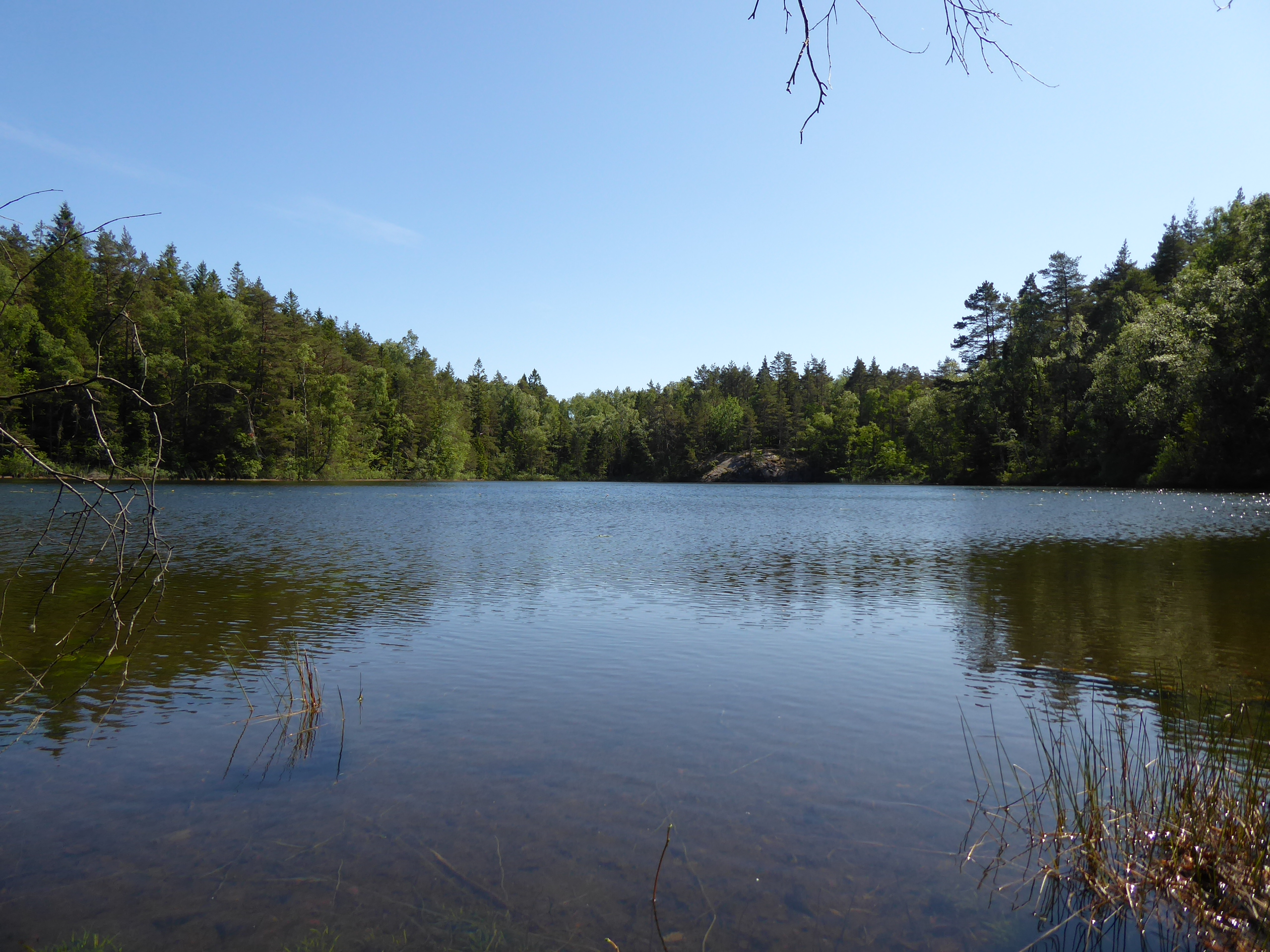
Skulevatten från nordväst den 10 juni 2023
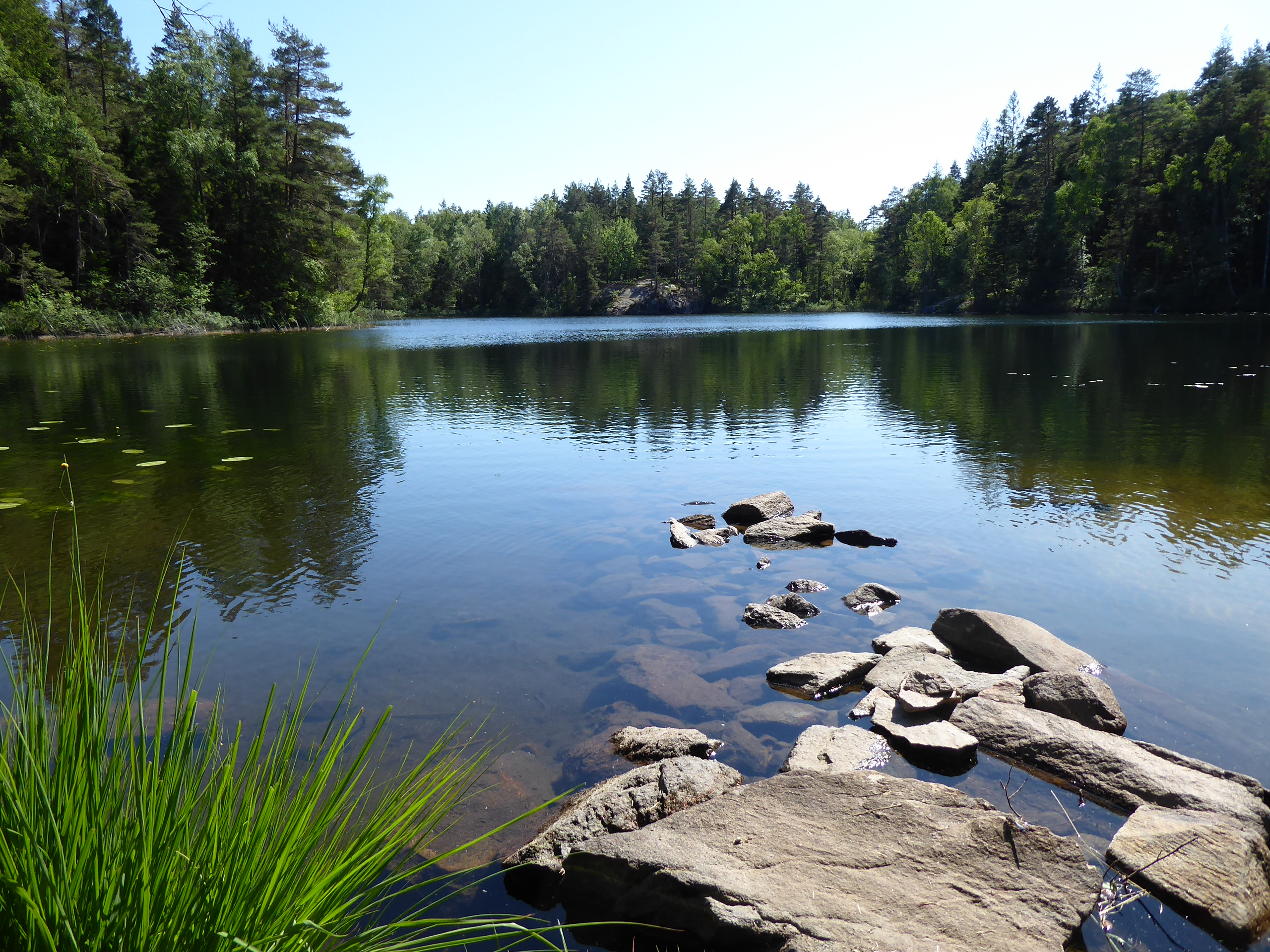
Skulevatten från nordöst den 10 juni 2023
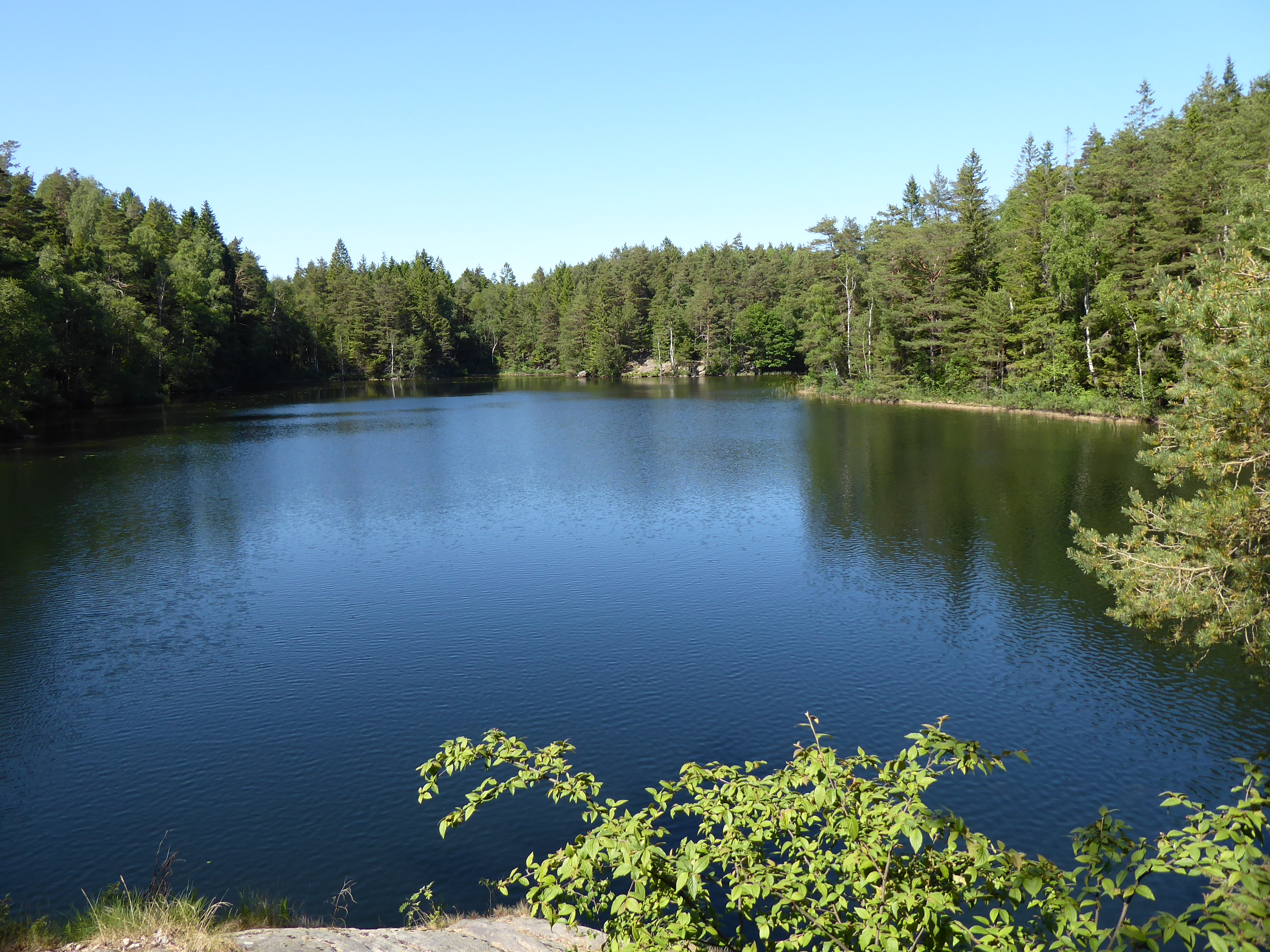
Skulevatten söderifrån den 10 juni 2023
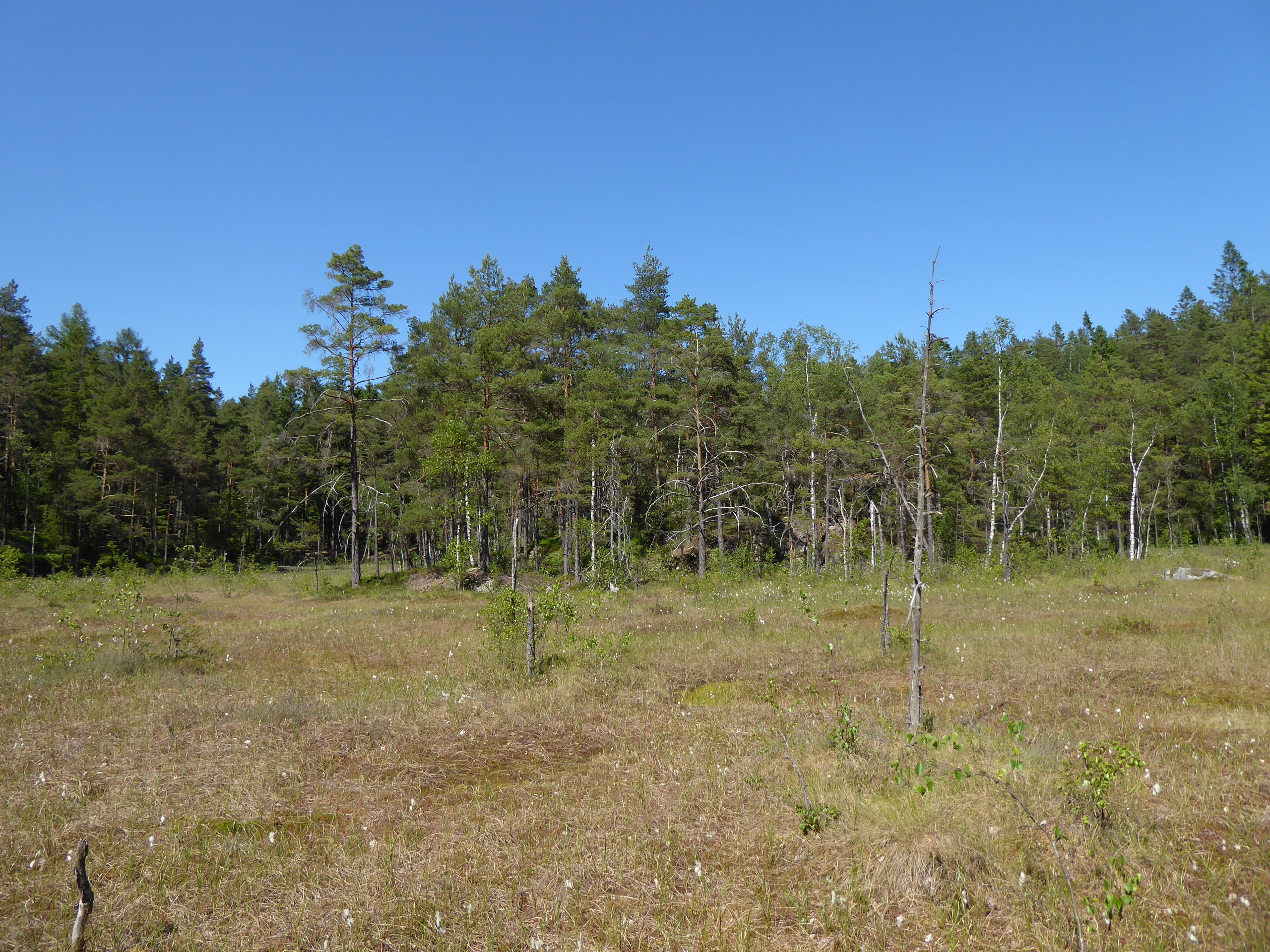
Skulevattenmossen strax norr om Skulevatten, från sydväst den 10 juni 2023